# Official Southeast Asia Charts

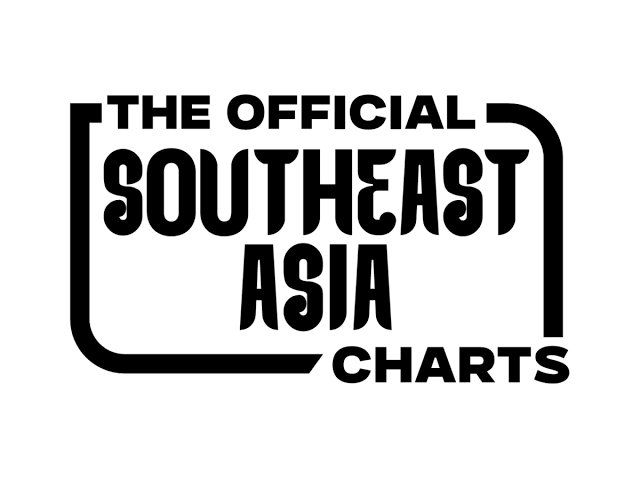
Logo

Die Official Southeast Asia Charts (Offiziellen Südostasiatischen Charts) sind eine Sammlung von Singlecharts, die 2025 von der International Federation of the Phonographic Industry (IFPI) eingeführt wurden. Die Charts zeigen die 20 meistgestreamten Songs in sechs südostasiatischen Ländern: Indonesien, Malaysia, den Philippinen, Singapur, Thailand und Vietnam.

## Geschichte
Die Charts wurden am 23. Januar 2025 von der IFPI in Zusammenarbeit mit den nationalen Musikindustrieverbänden in Indonesien (ASIRI), Malaysia (RIM), Singapur (RIAS) und Thailand (TECA) eingeführt. Bei den Charts handelt es sich um Neuauflagen bestehender Charts in den vier genannten Ländern. Die Philippinischen und Vietnamesischen Charts sind die ersten offiziellen in den Ländern.

## Chartermittlung
Alle Charts berücksichtigen streamingfähige Abrufe von Apple Music, Spotify, YouTube und Deezer, während für Indonesien zusätzlich Langit Musik einbezogen wird. Streams werden je nach Markt gewichtet, um den wirtschaftlichen Unterschied zwischen kostenlosen und kostenpflichtigen Streaming-Angeboten zu berücksichtigen. Die Datenerfassung erfolgt durch das spanische Unternehmen BMAT, wobei der Auswertungszeitraum von Freitag bis Donnerstag reicht. Die Charts werden am darauffolgenden Dienstag veröffentlicht.

## Liste der Charts
Wöchentlich werden zehn Charts veröffentlicht. In den Philippinen, Thailand und Vietnam gibt es jeweils eine Gesamtchart, während die Charts der anderen Länder weiter unterteilt sind. In Malaysia werden drei separate Charts erstellt: eine für internationale Lieder, eine für Lieder in Malaysisch und eine für Lieder in Mandarin. In Indonesien und Singapur gibt es sowohl Gesamtcharts als auch regionale Charts.